# Sound Drama Fate/Zero -ラジオマテリアル-
『Sound Drama Fate/Zero -ラジオマテリアル-』（サウンドドラマ フェイト/ゼロ -）はアニメイトTVにて配信されている、ドラマCD『Sound Drama Fate/Zero』と連動したインターネットラジオ番組である。またアニメイトON AIR!・声優アニメイト+hm3では携帯版の『Fate/Zero -ラジオマテリアル- forモバイル』も配信されている。

## 概要
配信は基本的に隔週木曜日。サイト上では4回分のバックナンバーを視聴できる。ラジオネームは「サーヴァントネーム」と呼称される。

### パーソナリティ
- 小山力也（衛宮切嗣 役）
- 大原さやか（アイリスフィール・フォン・アインツベルン 役）
- 恒松あゆみ（久宇舞弥 役）

基本的に、小山が毎回、大原と恒松が１回交代（つまり、一回の放送で小山と女性どちらか一人の二人体制）でパーソナリティを務める。ただし、第0回のように三人で行う回もある。

## コーナー
ふつおた
普通のメールを募集する。
二人で突破！ 危機的状況！！
夫と妻（小山・大原）・上司と部下（小山・恒松）が迎えると思われる様々な危機的状況を募集し、パーソナリティがそれを解決するための手段を考える。
切嗣を超えろ！ 全世界非情ミュージアム！！
小山・大原ペアの時のコーナー。冷徹非情なキャラクター・衛宮切嗣ばりの非情な行動をとってしまったというエピソードを募集する。
人は笑顔で嘘をつく！ Fake and Truth
小山・恒松ペアの時のコーナー。本当のような嘘、嘘のような本当の話を募集し、パーソナリティがどちらが本当の話かを勝負形式で当てていく。
記憶のカケラを呼び戻せ！ 正しく並べまSHOW！！
小山・大原ペアの時のコーナー。第29回から。順番に並べる事の出来る言葉群を募集し、それをシャッフルしてパーソナリティがそれを正しい順番に並べ替える。
愛に溢れる、夫婦の格言
小山・大原ペアの時のコーナー。第29回から。「夫婦とは○○である」という格言を募集するコーナー。
時代が変わればモノも変わる！ ズバリ、私はナンでしょう！？
小山・恒松ペアの時のコーナー。第30回から。時代の進歩とともに進化したり用途などが変化した物を募集し、そのヒントを元にパーソナリティがそれを推理する。
轟け！ 怒りの起源弾！
小山・恒松ペアの時のコーナー。第30回から。衛宮切嗣が身骨を削って使用する銃弾「起源弾」のように、リスナーの日頃のストレスを怒りの言葉に変えて募集する。
フェイトのキャラクターにキャッチフレーズを付けちゃおう！
ゲストが出演する時のコーナー。ゲストの演じた役にちなんだキャッチフレーズを募集する。その中でゲストが最もキャラクターに合ったキャッチフレーズを選ぶ。
ソラウさん、そりゃないよ〜
第9回で放送。高飛車なキャラクターであるソラウ・ヌァザレ・ソフィアリに由来。リスナーが女性から言われた理不尽な一言を募集する。
○○○『Fate/Zero』思い出ベスト3
第27回、28回、32回、33回で放送。その回のゲストが本作にまつわる思い出を語る。
さぁや、あみょ～んが辛口チェック！小山力也クロスレビュー！
第34回で放送。大原と恒松が、番組を振り返って小山を評価する。
ゲストでラジマテを振り返ろう！
第34回で放送。番組でそれまで登場したゲストを振り返る。

## 配信日程・ゲスト
| 配信回 | 配信日         | タイトル                                         | パーソナリティ   | ゲスト                                                  |
| ------ | -------------- | ------------------------------------------------ | ---------------- | ------------------------------------------------------- |
| 第0回  | 2009年1月29日  | 「Fate/Zero」だから第0回があるわけだな、違うか？ | 小山・大原・恒松 |                                                         |
| 第1回  | 2009年2月12日  | 小山さん、番組のマスターになる！？               | 小山・大原       |                                                         |
| 第2回  | 2009年2月26日  | 敵を欺くにはまず味方から！？                     | 小山・恒松       |                                                         |
| 第3回  | 2009年3月12日  | たとえ戦場でも協力は大事なこと！？               | 小山・大原       |                                                         |
| 第4回  | 2009年3月26日  | あみょーんあってこそのラジオです！？             | 小山・恒松       |                                                         |
| 第5回  | 2009年4月9日   | 華はなくても、勢いがあればいい！？               | 小山・大原       |                                                         |
| 第6回  | 2009年4月23日  | 最終目標はやはりアニメ化！？                     | 小山・恒松       |                                                         |
| 第7回  | 2009年5月14日  | クールな奴だと思ってたら大間違いだぜ！？         | 小山・大原       | 中田譲治（言峰綺礼 役）                                 |
| 第8回  | 2009年5月21日  | 問おう。汝は本当に私のマスターか！？             | 小山・恒松       | 川澄綾子（セイバー 役）                                 |
| 第9回  | 2009年6月4日   | 許婚の高飛車もひとつの愛の形！？                 | 小山・大原       | 豊口めぐみ（ソラウ・ヌァザレ・ソフィアリ 役）           |
| 第10回 | 2009年6月18日  | 鬼嫁の旦那はダメ男じゃないと駄目！？             | 小山・恒松       | 山崎たくみ（ケイネス・エルメロイ・アーチボルト 役）     |
| 第11回 | 2009年7月2日   | もう半年、なんて言わせない！？                   | 小山・大原       | 緑川光（ランサー 役）                                   |
| 第12回 | 2009年7月16日  | 開放的になる夏到来！？                           | 小山・恒松       | 石田彰（雨生龍之介 役）                                 |
| 第13回 | 2009年8月6日   | 8月は花火に祭りに浴衣の季節！？                  | 小山・大原       |                                                         |
| 第14回 | 2009年8月20日  | 反省しきりの小山です！？                         | 小山・恒松       | 鶴岡聡（キャスター 役）                                 |
| 第15回 | 2009年9月3日   | 秋だけど、気持ちはまだまだ夏真っ盛り！？         | 小山・大原       | 置鮎龍太郎（バーサーカー 役）                           |
| 第16回 | 2009年9月17日  | 9月といえば、お祝い事の季節！？                  | 小山・恒松       | 大塚明夫（ライダー 役）                                 |
| 第17回 | 2009年10月1日  | 秋の夜長にクラシック！？                         | 小山・大原       | 浪川大輔（ウェイバー・ベルベット 役）                   |
| 第18回 | 2009年10月15日 | Zeroに賭ける小山でございます！？                 | 小山・恒松       |                                                         |
| 第19回 | 2009年11月5日  | 追いだき力也は焚きまくり！？                     | 小山・大原       |                                                         |
| 第20回 | 2009年11月19日 | 寒い夜は行きつけの居酒屋でお酒を一献！？         | 小山・恒松       |                                                         |
| 第21回 | 2009年12月3日  | Fate/Zeroの○○なこだわりとは！？                  | 小山・大原       | 虚淵玄（原作）                                          |
| 第22回 | 2009年12月17日 | びっくり力也にサプライズ！？                     | 小山・恒松       |                                                         |
| 第23回 | 2010年1月7日   | 今年も一年“しっかり”と！？                       | 小山・恒松       |                                                         |
| 第24回 | 2010年1月21日  | 正月気分は抜けました！？                         | 小山・恒松       |                                                         |
| 第25回 | 2010年2月4日   | まさかのオープニングで乱入！？                   | 小山・大原       |                                                         |
| 第26回 | 2010年2月18日  | 滑るのは我々に任せとけ！？                       | 小山・恒松       |                                                         |
| 第27回 | 2010年3月4日   | 大塚さんが語るFate/Zeroとは！？                  | 小山・大原       | 大塚明夫（ライダー 役）                                 |
| 第28回 | 2010年3月18日  | 唯一無二の英雄王！？                             | 小山・恒松       | 関智一（アーチャー 役）                                 |
| 第29回 | 2010年4月1日   | 重大発表は○○○！？                                | 小山・大原       |                                                         |
| 第30回 | 2010年4月15日  | 春だし心機一転！？                               | 小山・恒松       |                                                         |
| 第31回 | 2010年5月13日  | 今回からのFate/Zero！？                          | 小山・大原       |                                                         |
| 第32回 | 2010年5月27日  | キャスターの元は歌舞伎役者と○○！？               | 小山・恒松       | 鶴岡聡（キャスター 役）                                 |
| 第33回 | 2010年6月10日  | 二人の愛の結晶がスタジオに！？                   | 小山・大原       | 門脇舞以（イリヤスフィール・フォン・アインツベルン 役） |
| 第34回 | 2010年7月1日   | 3人そろって大団円！？                            | 小山・大原・恒松 | 虚淵玄（原作）                                          |

## DJCD
1. 2009年8月26日発売。コミックマーケット76で先行販売。
2. 2010年1月29日発売。コミックマーケット77で先行販売。
3. 2010年8月25日発売。